# L'uomo senza testa
L'uomo senza testa (Der Mann ohne Kopf) è un film muto del 1927 diretto da Nunzio Malasomma.

## Produzione
Il film fu prodotto dalla Filmproduktion Carlo Aldini Co. GmbH.

## Distribuzione
Il film, distribuito dalla Rofa-Film GmbH con il visto di censura O.01001 che ne vietava la visione ai minori, uscì nelle sale cinematografiche tedesche presentato al Germania-Palast di Berlino il 18 novembre 1927. In Italia, venne distribuito in una versione di 2.228 metri dalla Aldini, la casa di Carlo Aldini, l'attore protagonista del film.